# Tatort: Tod einer Heuschrecke
Tod einer Heuschrecke ist ein Fernsehfilm aus der Fernseh-Kriminalreihe Tatort der ARD und des ORF. Es ist der 18. gemeinsame Fall des Berliner Ermittlerduos Ritter und Stark. Der RBB produzierte den Fernsehfilm unter der Regie von Ralph Bohn. Er wurde am 16. März 2008 in Das Erste zum ersten Mal gesendet.

## Handlung
Simone Scholl, die Chefin eines Berliner Szeneclub, in dem die High Society und internationale Wirtschaftsgrößen verkehren, erhält einen Anruf, der sie davon in Kenntnis setzt, dass einem ihrer Gäste etwas zugestoßen ist. Sofort sieht sie nach und muss entsetzt feststellen, dass der amerikanische Hedgefonds-Manager Ted Wilson tot vor dem mehrstöckigen Club-Gebäude liegt.
Die Hauptkommissare Till Ritter und Felix Stark haben zu klären, ob es sich bei dem Sturz aus 25 Metern Höhe, um einen Unfall oder um Mord handelt. Zunächst kommt Ritter ins Staunen, denn er kennt die Chefin des Clubs noch aus seinen alten Taxifahrer-Zeiten. Simone Scholl hat es geschafft, sich von der einfachen Kneipe bis zu diesem Luxus-Club hochzuarbeiten. Sie gibt den Kommissaren Hinweise zu einem Begleiter von Wilson, der sich am Abend in dessen Nähe aufgehalten hat und auf eine Frau, mit der das Opfer gesprochen hatte. Sehr schnell finden die Ermittler heraus, dass es sich dabei um Franka Schönbaum handelt, die mit dem Opfer eine Affäre hatte. Auffällig ist auch, dass der Aktenkoffer und das Notebook von Wilson offensichtlich verschwunden sind. Da der eine sogenannte „Heuschrecke“ war und die Übernahme der erfolgreichen Firma „Brom-AG“ abwickeln sollte, ist hier ein starkes Motiv zu vermuten. Ein Gespräch mit Robert ‚Bob‘ Miller, einem Vertreter der amerikanischen Botschaft, bringt einen weiteren Kreis von Verdächtigen zu Tage. Nach Millers Meinung sind ausländische, terroristische Mächte an Wilsons Insiderwissen interessiert, um die wirtschaftliche Situation der europäischen und amerikanischen Ländern zu destabilisieren. Indirekt gibt er zu, Wilsens Arbeitsmaterialien sichergestellt zu haben. Ritter und Stark drängen darauf, die Sachen für ihre Untersuchungen zurückzubekommen. Die Auswertung der Handygespräche ergibt, dass Wilson auffallend oft mit Franka Schönbaum telefoniert hat. Von ihr erfahren die Ermittler, dass Klaus Werner, der Betriebsratsvorsitzende der „Brom-AG“, der letzte gewesen sein dürfte, der Wilsen lebend gesehen hat. Sie befragen ihn und er gibt wiederum an, das Wilson ein Streitgespräch mit einer jungen Frau beobachtet hat. Da Ritter und Stark wissen, dass dies nur Franka Schönbaum gewesen sein kann, wird daraufhin ihre Wohnung durchsucht. Dabei stellt sich heraus, dass Franka Schönbaum neben ihrer Affäre mit Wilson auch einen Freund hatte, was eine Eifersuchtstat möglich erscheinen lässt. Ehe Ritter und Stark jedoch Frankas Freund befragen können, ergibt die Recherche, dass Klaus Werner sich von Wilson hat bestechen lassen.
Ritter und Stark haben nun verschiedene Verdächtige, aber keine wirkliche Spur. Sie laden Daniel Weiss, den Freund von Franka Schönbaum vor, der offensichtlich ein versierter Computerspezialist und Hacker ist. Entsprechend auffällig benimmt er sich und macht sich verdächtig, doch gibt es keinen konkreten Beweis gegen ihn als Mörder von Wilson.
Eine Unterredung mit Hopkins, von der Kapitalanlagegesellschaft „Blue Mountain Invest“, für die Wilson die Einschätzung der „Brom-AG“ getätigt hatte, ergibt, dass er von der Übernahme abgeraten hat. Dadurch würde Michael Zinger, der ebenfalls für Blue Mountain Invest arbeitet, die erhoffte Provision entgehen. Aufgrund eines Hinweises von Robert Miller, rückt auch das Escortgirl Kirsten Tomaschek in den Kreis der Verdächtigen. Im Rahmen ihrer Tätigkeit, hat sie mit ausländischen Gästen zu tun. So betreut sie derzeit Dr. Wong, einen Wirtschaftsexperten aus Changhai. Bei einer Befragung stellt sich heraus, dass Michael Zinger nicht nur für Hopkins, sondern auch für Wong arbeitete. Somit wäre er bei dem gescheiterten Verkauf der „Brom-AG“ nicht nur leer ausgegangen, sondern hätte vor Wong als Versager dagestanden. Diese persönliche Niederlage wollte er nicht zulassen und hat Wilson beseitigt, um die Übernahme der Firma um jeden Preis zu erreichen. Als Beweis für ihre Vermutung lassen die Ermittler die Handygespräche der Funkzelle auswerten, die im Bereich des Clubs steht. Dadurch ergibt sich eindeutig, dass Michael Zinger zur Tatzeit dort war.

## Hintergrund
Tod einer Heuschrecke wurde von der Filmproduktionsfirma Askania Media im Auftrag des Rundfunks Berlin-Brandenburg hergestellt. Die Dreharbeiten erfolgten in den Berliner Stadtteilen Berlin-Mitte (Friedrichstraße), Charlottenburg (Kurfürstendamm) und Tempelhof (Flughafen).

## Rezeption

### Einschaltquoten
6,55 Millionen Zuschauer sahen die Folge Tod einer Heuschrecke in Deutschland bei ihrer Erstausstrahlung am 16. März 2008, was einem Marktanteil von 18,4 Prozent entsprach.

## Kritik
Rainer Tittelbach von tittelbach.tv meint anerkennend: „‚Tod einer Heuschrecke‘ reißt seine zahlreichen Geschichten geschickt an und versucht sie ein bisschen in der Dramaturgie der Neuzeit ineinander zu mischen. […] Mit fast schon dokumentarischer Nüchternheit begleitet die Kamera die Ermittler, denen gottlob nur wenig Zeit für unangebrachtes Gewitzel bleibt. Entsprechend konzentriert ist auch das Spiel. Es geht aufwärts mit dem Berliner ‚Tatort‘“.
Bei Stern.de urteilt Kathrin Buchner: „Alles, was mit Macht, Geld, Sex und globaler Vernetzung zu tun hat, wurde von Drehbuchautor Hartmann Schmige in diesen Berliner Großstadt-‚Tatort‘ gepackt. Entsprechend rasant und kurzweilig ist das Zusehen. […] ‚Tod einer Heuschrecke‘ wirbelt so viel Staub auf wie ein Schwarm dieser Plagegeister. Wenn man diesen Achterbahnkrimi gesehen hat, fühlt man sich allerdings genauso leer wie ein von Heuschrecken abgegrastes Stück Acker.“
Tilmann P. Gangloff schreibt bei Kino.de: Der Regisseur „Ralph Bohn inszeniert den Krimi mit angemessen großstädtischem Tempo, die agile Handkamera (Thomas Etzold) weicht den Figuren nie von der Seite, und Starks Sohn (Aaron Altaras) beweist, warum Hegels trotz seiner Theorie der Synthese kein guter Kriminologe geworden wäre.“
Die Kritiker der Fernsehzeitschrift TV Spielfilm finden, der Tatort: sei „spannend, vielschichtig und mit vielen interessanten Charakteren, die am Ende leider alle etwas zu kurz kommen.“